# Coppa Intercontinentale 2014 (pallacanestro)
La Coppa intercontinentale di pallacanestro 2014 si è disputata a Rio de Janeiro in Brasile, ed è stata vinta dal Flamengo. Miglior giocatore della manifestazione è stato eletto l'argentino Nicolás Laprovíttola.
Vi hanno preso parte gli israeliani del Maccabi Tel Aviv, vincitori dell'Eurolega 2013-2014, e i brasiliani del Flamengo, campioni della FIBA Americas League 2014.

## Formula
La formula prevede una doppia sfida, con somma dei punti tra andata e ritorno. La squadra con il punteggio totale più alto nelle due partite, si aggiudica il trofeo. Entrambe le gare vengono disputate a Rio de Janeiro in Brasile, presso la HSBC Arena.

## Risultati
| Squadra 1 | Totale  | Squadra 2        | Andata | Ritorno |
| --------- | ------- | ---------------- | ------ | ------- |
| Flamengo  | 156-146 | Maccabi Tel Aviv | 66-69  | 90-77   |

## Tabellini
| Arbitri: | Recep Ankaralı Jorge Vázquez Daniel Hierrezuelo |

| |            |                                                                                                 |
| Laprovíttola 13 | Punti      | 21 Pargo                                                                                        |
| Olivinha 2 | Assist     | 2 quattro giocatori                                                                             |
| Caracter 11 | Rimbalzi   | 9 Randle                                                                                        |
| Meyinsse, Herrmann, Marquinhos, Marcelinho, Laprovíttola Benite, Olivinha, Gegê, Caracter n.e.: Felício, Chupeta, Danielzinho, Diego Marques | Formazioni | Marić, Randle, Pnini, Landesberg, Pargo Tyus, Cohen, Smith, Linhart, Haynes, Ohayon n.e.: Altit |
| José Alves Neto | Allenatori | Guy Goodes                                                                                      |

| Arbitri: | Recep Ankaralı Jorge Vázquez Daniel Hierrezuelo |

|                                                                                                 |            | |
| Pargo 28                                                                                        | Punti      | 24 Laprovíttola |
| Pargo 6                                                                                         | Assist     | 6 Laprovíttola |
| Pargo, Haynes 7                                                                                 | Rimbalzi   | 6 Meyinsse |
| Marić, Randle, Pnini, Landesberg, Pargo Tyus, Cohen, Smith, Linhart, Haynes, Ohayon n.e.: Altit | Formazioni | Meyinsse, Herrmann, Marquinhos, Marcelinho, Laprovíttola Felício, Benite, Olivinha, Gegê, Danielzinho, Caracter n.e.: Chupeta, Diego Marques |
| Guy Goodes                                                                                      | Allenatori | José Alves Neto |

| Coppa Intercontinentale 2014 |
| ---------------------------- |
| Flamengo 1º titolo           |

## Formazione vincitrice
| N° | Naz.                   | Ruolo | Sportivo             |  | Alt. |  |
| -- | ---------------------- | ----- | -------------------- |  | ---- |  |
| 1  | Argentina (bandiera)   | AP    | Wálter Herrmann      |  | 206  |  |
| 4  | Brasile (bandiera)     | GA    | Marcelinho           |  | 201  |  |
| 5  | Brasile (bandiera)     | P     | Danielzinho          |  | 180  |  |
| 7  | Argentina (bandiera)   | P     | Nicolás Laprovíttola |  | 185  |  |
| 8  | Brasile (bandiera)     | G     | Vítor Benite         |  | 191  |  |
| 9  | Brasile (bandiera)     | G     | Chupeta              |  | 195  |  |
| 11 | Brasile (bandiera)     | A     | Marquinhos           |  | 207  |  |
| 12 | Brasile (bandiera)     | G     | Diego Marques        |  | 191  |  |
| 16 | Brasile (bandiera)     | A     | Olivinha             |  | 203  |  |
| 19 | Brasile (bandiera)     | P     | Gegê                 |  | 188  |  |
| 21 | Brasile (bandiera)     | AC    | Cristiano Felício    |  | 210  |  |
| 45 | Stati Uniti (bandiera) | C     | Derrick Caracter     |  | 206  |  |
| 55 | Stati Uniti (bandiera) | AG    | Jerome Meyinsse      |  | 207  |  |
|    | Brasile (bandiera)     | All.  | José Alves Neto      |  |      |  |

## MVP
- Nicolás Laprovíttola[1]